# Oxfam

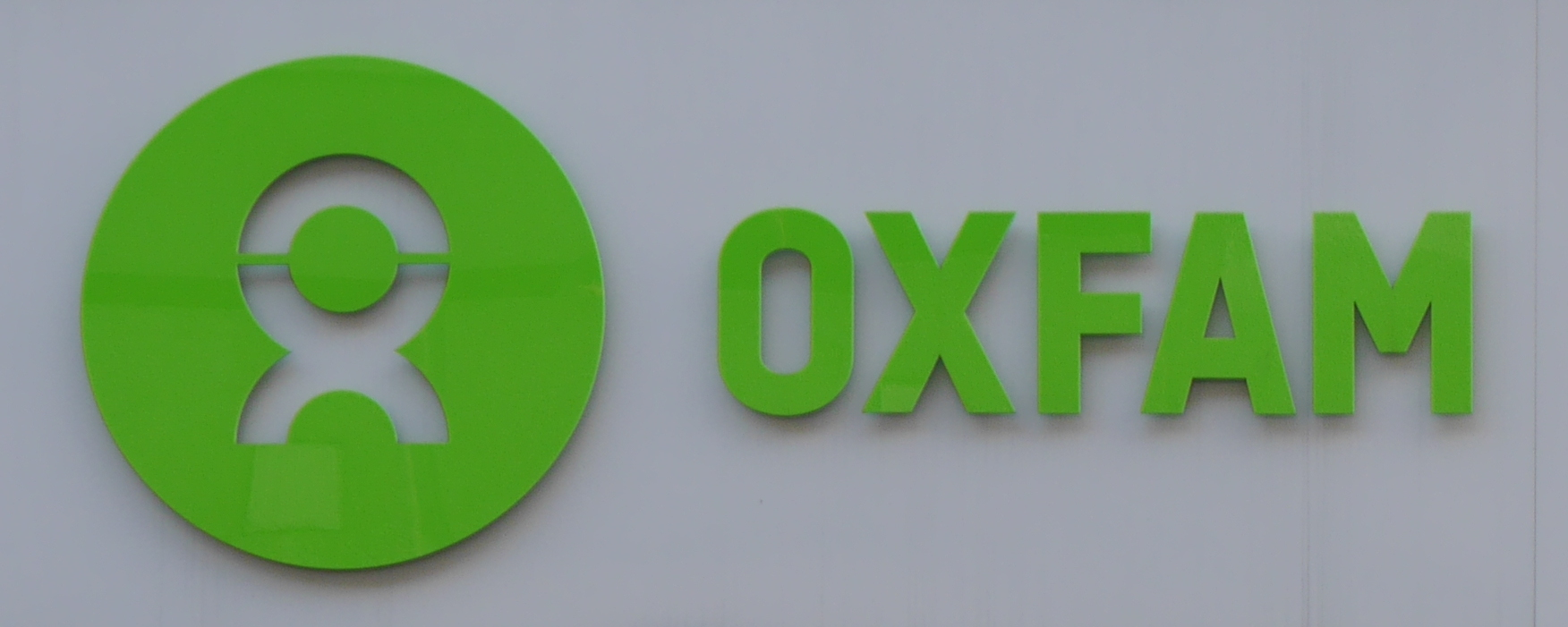
Logotipo da Oxfam

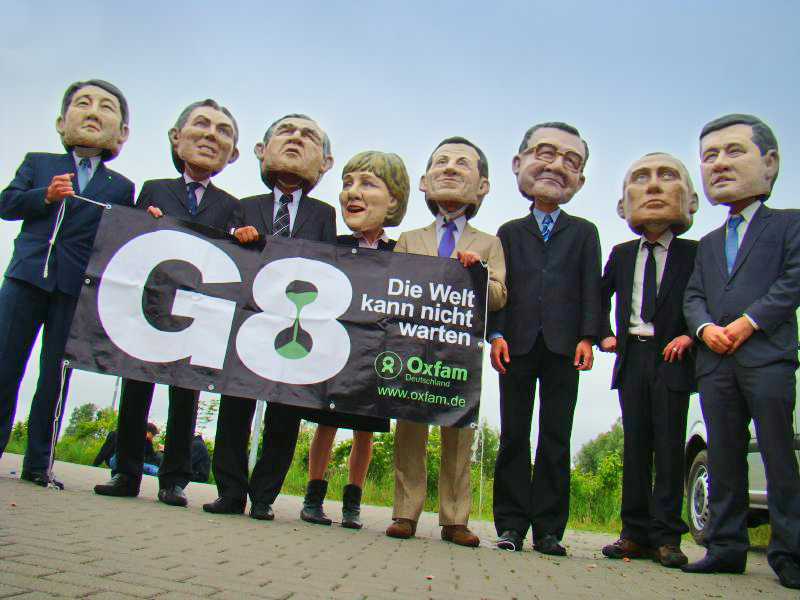
Manifestação da Oxfam em Rostock, caricaturando os chefes de governo participantes do G8. Junho de 2007.

A Oxfam International é uma confederação de 19 organizações e mais de 3000 parceiros, que atua em mais de 90 países na busca de soluções para o problema da pobreza, desigualdade e da injustiça, por meio de campanhas, programas de desenvolvimento e ações emergenciais.
Sua primeira filial internacional foi fundada em Oxford Inglaterra  em 1942. A organização mudou seu nome para o seu endereço telegráfico, OXFAM, em 1965.

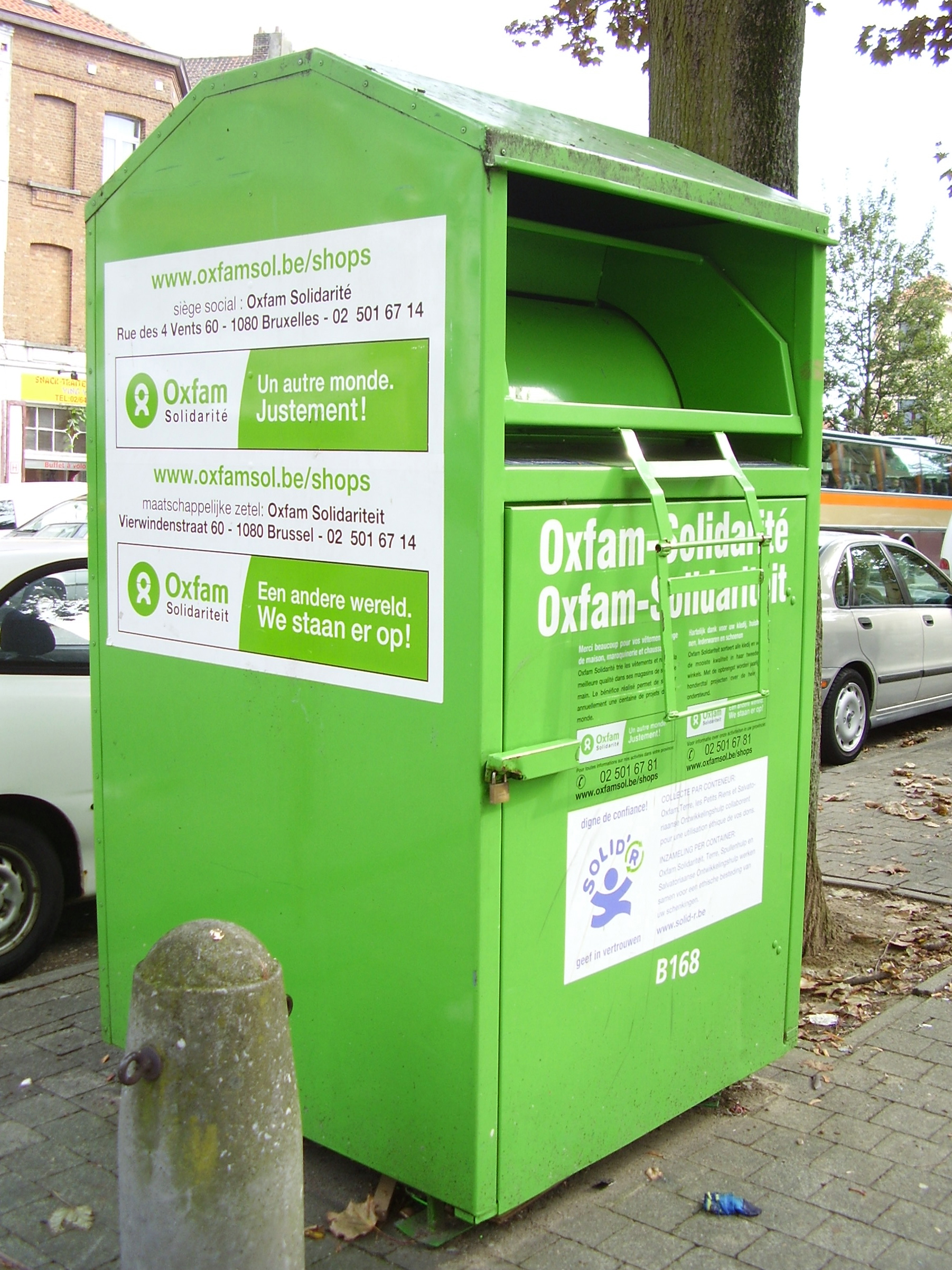
Caixa de coleta da Oxfam, para roupas reutilizáveis. Bruxelas, Bélgica.